# Dactylopsila tatei
Dactylopsila tatei е вид бозайник от семейство Petauridae. Видът е застрашен от изчезване.

## Разпространение
Разпространен е в Папуа Нова Гвинея.